# Jednostka Bubnoffa
Jednostka Bubnoffa (B) – jednostka używana w geomorfologii i geologii, oznaczająca prędkość 1 m / 106. Oznacza ona szybkość procesu równą 1 m na 1 000 000 lat, lub 1 mm na 1000 lat lub 1 mikrometr na rok. Jest ona używana do mierzenia wolno zachodzących procesów, np. erozji i denudacji powierzchni Ziemi. Erozja o prędkości jednego Bubnoffa oznacza, że 1 m³ materiału skalnego jest w ciągu jednego roku wynoszony z powierzchni 1 km².
z wyjątkiem nagłych procesów, jak erupcja wulkanu, trzęsienie ziemi, czy osuwisko, jednostka Bubnoffa bardzo dobrze opisuje powolne procesy działające cały czas, a niezauważalne w codziennej obserwacji. Na przykład średnia prędkość erozji dla całej Ziemi szacowana jest na 30 jednostek Bubnoffa (30 m na milion lat). Jednakże zachodzą bardzo duże różnice w natężeniu erozji w poszczególnych regionach. Jako ekstremalny przykład podawane jest dorzecze rzeki Seman w południowej Albanii, gdzie szacowana jest na około 3000 B (3 mm na rok). Rzeka ta niesie około 4600 t materiału rocznie z każdego km².
Nazwa została wprowadzona na cześć rosyjskiego geologa Bubnoffa (1888–1957).